# Esteve d'Àustria
Esteve Francesc Víctor d'Àustria (Buda, 14 de setembre de 1817 – Menton, 19 de febrer de 1867) va ser arxiduc d'Àustria i el darrer palatí d'Hongria entre 1847 i 1848.

## Orígens
Va ser fill de l'arxiduc Josep Antoni d'Àustria, anterior palatí d'Hongria, i de la seva segona muller, Hermínia d'Anhalt-Bernburg-Schaumburg-Hoym, nascut com a bessó d'Hermínia d'Àustria.

## Primers anys
Va passar la infància a Schaumburg i Ofen. La seva formació va ser adequada i demostrà interès per les ciències polítiques, que després va estudiar a Viena.
L'arxiduc va ser enviat a les oficines centrals de Viena de 1839 a 1841, per formar-se en assumptes estatals i diferents sectors del servei públic. Després de dos anys adquirint coneixements, va recórrer els diferents territoris de l'imperi i alguns estats veïns entre 1841 i 1843. Va visitar províncies com Llombardia, Vèneto, Ístria i el Tirol, i diverses corts italianes i alemanyes. D'aquesta manera, va poder-se familiaritzar amb l'administració pública i amb l'economia de diverses regions i països. Al llarg dels anys va escriure una memòria de les seves visites que va presentar a l'emperador.

## Governador a Bohèmia i Hongria
El 1843 va ser nomenat governador de Bohèmia. Durant l'exercici del càrrec, va supervisar la construcció de la carretera imperial Riesengebirge (avui carretera I/14) entre Reichenberg i Třebovice. En el seu honor es va donar el seu nom a un turó amb una torre de vigilància, construïda d'ençà 1847 vora la carretera.
A la mort del seu pare, va tornar a Hongria, on va ser nomenat governador el gener de 1847. Així mateix, va ser elegit palatí pel parlament hongarès el novembre del mateix any.

### Revolució de 1848
Amb l'esclat de la revolució de 1848, va haver de mediar entre la cort i els revolucionaris, sense èxit malgrat la seva popularitat. Dotat d'amplis poders, va nomenar primer ministre a Lajos Batthyány el març de 1848 i va obrir el Parlament a Pressburg a començaments de juliol. Tanmateix, durant el conflicte entre el govern hongarès i els croates, va ser privat gradualment dels seus poders, a causa també de la situació inestable de la cort.
Després de l'atac de Josip Jelačić, no va poder assolir un armistici i va decidir abandonar Hongria i deixar el càrrec el setembre.

## Darrers anys
Després d'un temps a Moràvia, va establir-se a Schaumburg, i els darrers anys de la seva vida en balnearis francesos i suïsos.

## Col·leccionisme
Va ser un important col·leccionista de minerals. Quan va manar construir el castell de Schaumburg el 1850, va ampliar les habitacions per instal·lar-hi la seva extensa col·lecció, que consistia en unes 22.000 peces el 1885. Victor Leopold Ritter von Zepharovich va fer una descripció de les estances i de la col·lecció de l'arxiduc.
El 1857 va convertir-se en membre de l'Acadèmia Alemanya de Ciències Naturals Leopoldina, per la secció de botànica.